# SK Slavia Praga
L'Sportovní klub Slavia Praha – fotbal (Club Esportiu Slavia Praga – Football, pronunciat: [ˈslaːvɪja ˈpraɦa]), simplificat com SK Slavia Praha, però conegut generalment com a Slavia de Praga, és un club de futbol txec de la ciutat de Praga.

## Història
Evolució del nom:
- 1892 - SK ACOS Praha (Sportovní klub Akademický cyklistický odbor Slavia Praha)
- 1893 - SK Slavia Praha (Sportovní klub Slavia Praha)
- 1948: Sokol Slavia Praha
- 1949: ZSJ Dynamo Slavia Praha (Základní sportovní jednota Dynamo Slavia Praha)
- 1953: DSO Dynamo Praha (Dobrovolná sportovní organizace Dynamo Praha)
- 1954: TJ Dynamo Praha (Tělovýchovná jednota Dynamo Praha)
- 1965: SK Slavia Praha (Sportovní klub Slavia Praha)
- 1973: TJ Slavia Praha (Tělovýchovná jednota Slavia Praha)
- 1977: TJ Slavia IPS Praha (Tělovýchovná jednota Slavia Inženýrské průmyslové stavby Praha)
- 1978: SK Slavia IPS Praha (Sportovní klub Slavia Inženýrské průmyslové stavby Praha)
- 1991: SK Slavia Praha (Sportovní klub Slavia Praha - fotbal, a.s.)

## Jugadors destacats
- Josef "Pepi" Bican
- Antonín Puč
- František Plánička
- František Veselý
- Patrik Berger
- Karel Poborský
- Pavel Kuka
- Vladimír Šmicer
- Stanislav Vlček

## Palmarès
- 1 Copa Mitropa: 1938
- 14 Lliga txecoslovaca de futbol: 1925, 1928/29, 1929/30, 1930/31, 1932/33, 1933/34, 1934/35, 1936/37, 1939/40, 1940/41, 1941/42, 1942/43, 1946/47, 1947/48
- 4 Lliga txeca de futbol: 1995/96, 2007/08, 2008/09, 2016/17
- 8 Copa txeca de futbol: 1941, 1942, 1945, 1974, 1997, 1999, 2002, 2018
- 8 Campionat txec: 1897 primavera, 1897 tardor, 1898, 1899, 1900, 1901, 1913, 1915
- 2 Campionat de Bohèmia: 1918, 1924
- 12 Copa de Bohèmia: 1908, 1910, 1911, 1912, 1922, 1926, 1927, 1928, 1930, 1932, 1935, 1941
- 7 Intercopa: 1970, 1972, 1977, 1978, 1986, 1992, 1993